# Latitudes dos cavalos

Circulação Atmosféricas

Latitudes dos cavalos são zonas atmosféricas de alta pressão, situadas nos dois lados do equador (30ºN a 35ºN e 30ºS a 35º, aproximadamente). Distinguem-se por calmarias ou por ventos ligeiros bastante variáveis.
O nome deve-se ao facto de que os marinheiros eram aí forçados, devido às calmarias, a lançarem ao mar os seus carregamentos de cavalos, a fim de pouparem água potável.